# 高槻市立柳川中学校
高槻市立柳川中学校（たかつきしりつ やながわちゅうがっこう）は、大阪府高槻市川添一丁目にある公立中学校。1棟～103棟まであるマンモス団地・富田団地など、高槻市南西部の団地を中心とした地域を校区としている。

## 沿革
- 1973年4月 - 開校。[2]
- 1975年6月 - 大阪府から緑化推進校の指定を受ける。[2]
- 1976年4月 - 養護学級を開設。[2]
- 1990年6月 - 視聴覚室完工。[2]
- 1993年3月 - コンピュータ室完工。[2]
- 1997年4月 - 学校図書館教育の研究校に指定される。[2]
- 2000年12月 - 心の教室設置。[2]

## 通学区域
高槻市 北柳川町、柳川町1-2丁目、南総持寺町、西町、牧田町、唐崎西1丁目、玉川新町、川添1-2丁目。

## 出身者
- 京本政樹（俳優）
- 槇原敬之（ミュージシャン）
- 小出水直樹（漫才師）
- 福山潤（声優）

## 交通
- 阪急京都線 総持寺駅 南東へ約1.8km。 [3]
- 高槻市営バス 富田団地バス停。[3]